# Ranatra buenoi
Ranatra buenoi är en insektsart som beskrevs av Hungerford 1922. Ranatra buenoi ingår i släktet Ranatra och familjen vattenskorpioner. Inga underarter finns listade i Catalogue of Life.